# قائمة قرارات مجلس الأمن التابع للأمم المتحدة لعام 1956
تتضمن قائمة قرارات مجلس الأمن التابع للأمم المتحدة لعام 1956 جميع القرارات الصادرة عن مجلس الأمن التابع للأمم المتحدة خلال العام 1956.

## القائمة
| رقم القرار | الرمز            | نص القرار                         | موضوع القرار                                    |
| ---------- | ---------------- | --------------------------------- | ----------------------------------------------- |
| 111        | S/RES/111 (1956) | نص الوثيقة على موقع الأمم المتحدة | مسالة فلسطين                                    |
| 112        | S/RES/112 (1956) | نص الوثيقة على موقع الأمم المتحدة | قبول أعضاء جدد في الأمم المتحدة: السودان        |
| 113        | S/RES/113 (1956) | نص الوثيقة على موقع الأمم المتحدة | مسألة فلسطين                                    |
| 114        | S/RES/114 (1956) | نص الوثيقة على موقع الأمم المتحدة | مسألة فلسطين                                    |
| 115        | S/RES/115 (1956) | نص الوثيقة على موقع الأمم المتحدة | قبول أعضاء جدد في الأمم المتحدة: المغرب         |
| 116        | S/RES/116 (1956) | نص الوثيقة على موقع الأمم المتحدة | قبول أعضاء جدد في الأمم المتحدة: تونس           |
| 117        | S/RES/117 (1956) | نص الوثيقة على موقع الأمم المتحدة | محكمة العدل الدولية                             |
| 118        | S/RES/118 (1956) | نص الوثيقة على موقع الأمم المتحدة | الشكوى المقدمة من فرنسا والمملكة المتحدة ضد مصر |
| 119        | S/RES/119 (1956) | نص الوثيقة على موقع الأمم المتحدة | الشكوى المقدمة من مصر ضد فرنسا والمملكة المتحدة |
| 120        | S/RES/120 (1956) | نص الوثيقة على موقع الأمم المتحدة | الوضع في المجر                                  |
| 121        | S/RES/121 (1956) | نص الوثيقة على موقع الأمم المتحدة | قبول أعضاء جدد في الأمم المتحدة: اليابان        |

## المرجع
1. ↑  "Security Council Resolutions" (بالإنجليزية). الأمم المتحدة. Archived from the original on 2018-08-15. Retrieved 22 شباط / فبراير 2017. {{استشهاد ويب}}: تحقق من التاريخ في: |تاريخ الوصول= (help)